# سام بيج
سام بيج (بالإنجليزية: Sam Page)‏ (30 أكتوبر 1987 في المملكة المتحدة - ) هو لاعب كرة قدم بريطاني في مراكز الدفاع والظهير وقلب الدفاع. لعب مع كامبريدج يونايتد وميلتون كينز دونز ونادي هورشام ونادي كينغستونيان وهافانت أند ووترلوفيل وساتون يونايتد وStaines Town F.C. ‏ وHendon F.C. ‏.

## وصلات خارجية
- سام بيج على موقع قاعدة بيانات كرة القدم.إي يو (الإنجليزية)
- سام بيج على موقع Soccerbase.com (لاعب) (الإنجليزية)